# Salinitet

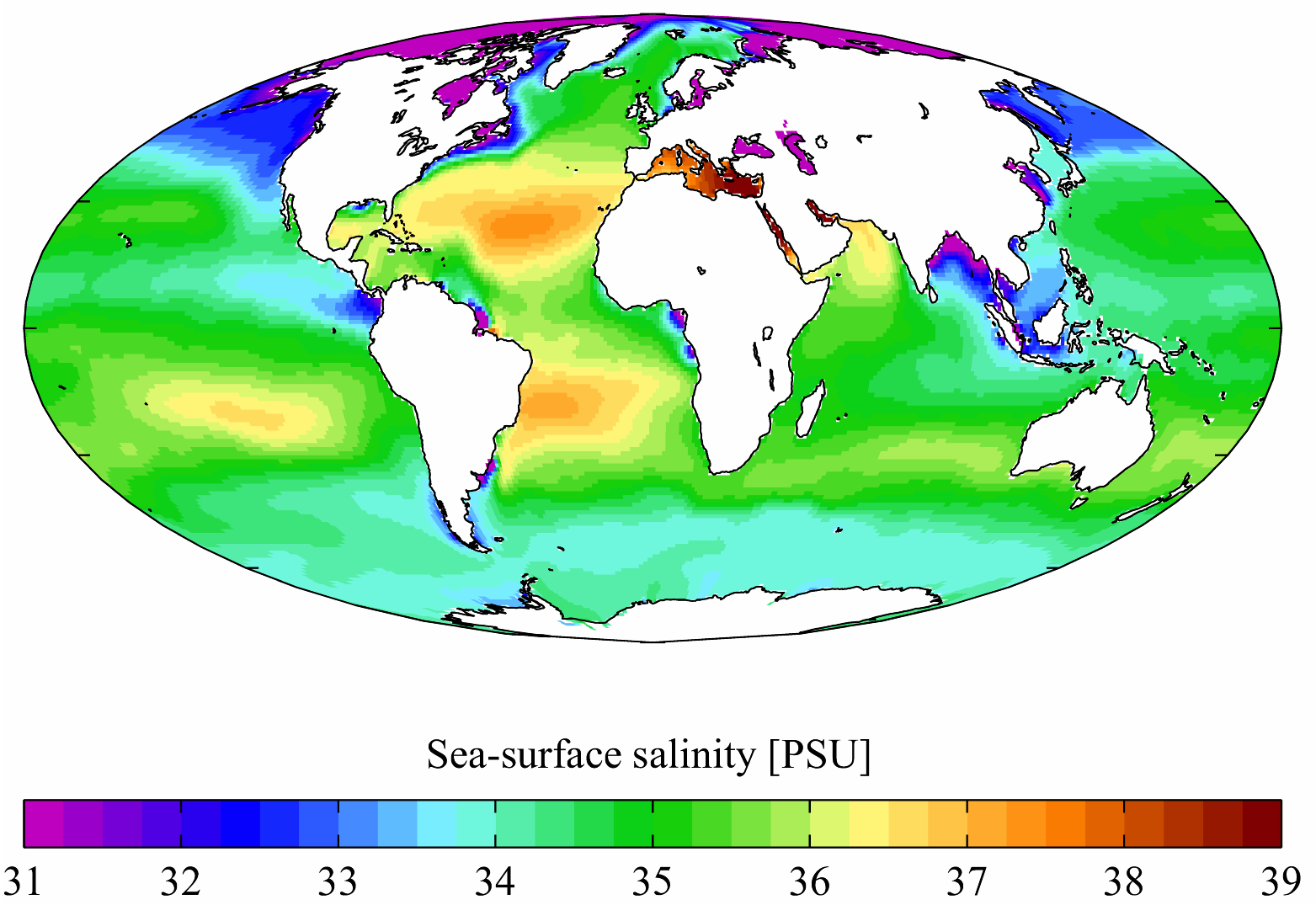
Årlig medelsalinitet i världshavens ytvatten.

Salinitet avser salthalten hos vatten, alltså hur mycket salt det finns i en viss mängd vatten och därmed hur salt vattnet är. Salinitet anges som förhållandet mellan mängden salt, som har lösts i vattnet i form av joner, och mängden vatten. Sedan 2010 använder man inom oceanologin en ny standard (TEOS-2010), för hur man anger havsvattens egenskaper. Enligt den nya normen anges vattnets absoluta salinitet i g/kg (antal gram salter per kg saltlösning). Fortfarande är det dock vanligast att man anger salinitet i procent eller promille, psu, (Practical Salinity Unit) utifrån äldre metoder för att fastställa och uttrycka salthalten. Oklarhet råder, huruvida det i ett visst fall är procent eller promille som avses. Dessutom blir talvärdet olika allteftersom det beräknats per volym eller per vikt. Vad en viss psu-uppgift verkligen betyder exakt, kan man därför aldrig vara säker på.
Allt naturligt vatten innehåller salter, främst natriumklorid (NaCl) men också mindre mängder svavel-, magnesium-, kalcium- och kaliumsalter. Beroende på salthalten brukar vatten, och därmed floder, sjöar och hav, delas in i saltvatten, bräckt vatten och sötvatten efter fallande salinitet (med 5 % salthalt som referens).
SaltvattenSalthalt: 3–5 %
Nästan allt havsvatten är saltvatten och det utgör den allra största delen av vattnet på jorden. I oceanerna har vattnet i genomsnitt en salinitet på ungefär 35 g/kg. Lokalt varierar dock salthalten, och kan vara både lägre eller högre, beroende på tillflöde och avdunstning. Röda havet är det saltaste öppna havet och har en salthalt mellan 3,6 % och 4,1 %.
Bräckt vattenSalthalt: 0,05–3 %
Bräckt vatten förekommer framförallt där saltvatten blandas ut med sötvatten. De två största bräckta haven i världen är Svarta havet och Östersjön. Bräckt vatten finner man också på andra platser, där saltvatten och sötvatten möts och blandas, till exempel i vissa flodmynningsområden, så kallade estuarier.
SötvattenSalthalt: < 0,05 %
Sötvatten är den form av vatten som är viktigast för att människor och många andra djur samt växter ska överleva. Totalt är dock bara ca 2,5 % av allt vatten på jorden sötvatten och nästan allt av det är is eller grundvatten, vilket leder till stora problem med vattenbrist på många platser.
Längs Sveriges kuster varierar ytsaliniteten mycket kraftigt. På västkusten är vattnet salt, vanligen 25 psu eller mer både vid yta och botten. Öresund och de danska Stora Bält och Lilla Bält utgör en komplicerad gränszon, ofta med stor variation vid ytan, 10–20 psu. På lite djupare vatten (under det s k språngskiktet) dock högre än så. Centrala Östersjön har en konstant ytsalinitet på 7 psu, medan djuphålor i söder kan fyllas på med oceanvatten vid speciella vind- och strömförhållanden, s k saltvattenintrång. Att saltvattenintrång i södra Östersjön sker åtminstone vart 5–6:e år är en nödvändighet för torskens fortplantning. I Finska viken och norr om Åland avtar saliniteten ytterligare. Vid Haparanda och Sankt Petersburg är saliniteten bara 2–3 psu. Tillflödet till Östersjön från floder och det regn som faller direkt i havet är större än avdunstningen, därav Östersjöns låga salinitet.